# Maria Rosa Miracle Solé
María Rosa Miracle Solé (Barcelona, 2 de juny de 1945 - 28 de maig de 2017) fou una biòloga catalana, professora emèrita d'Ecologia a la Universitat de València i doctora per la Universitat de Barcelona. La seva recerca es va centrar en l'estudi de la biodiversitat, ecologia, taxonomia integrativa i biogeografia dels organismes aquàtics.
Obtingué la primera càtedra d'ecologia atorgada a una dona a l'Estat espanyol.

## Biografia
Va néixer el 2 de juny de 1945 a la ciutat de Barcelona. Va estudiar biologia a la Universitat de Barcelona, on el 1974 va obtenir el seu doctorat amb una qualificació de cum laude, sota la direcció de l'ecòleg Ramon Margalef. Durant el seu doctorat va realitzar una estada de 2 anys a la Universitat de Califòrnia, supervisada pel Dr. Charles Goldman. Va ser professora a la Universitat de Barcelona fins al 1979, quan va ingressar com a catedràtica a la Universitat de València, convertint-se en la primera dona a obtenir una càtedra d'ecologia a l'Estat espanyol. Va destacar com una de les principals figures de la limnologia, arribant a ser la Presidenta de l'Associació Ibèrica de Limnologia del 1993 al 2002. Va treballar com a catedràtica fins a retirar-se com a professora emèrita el setembre del 2015. Va morir el 28 de maig de 2017.

## Recerca
La seva recerca va abastar temes de limnologia, tant bàsica com aplicada. Pel que fa a la recerca bàsica va treballar en biodiversitat, ecologia, taxonomia integrativa i biogeografia d'organismes aquàtics (incloent bacteris, fitoplàncton, zooplàncton o bentos), dinàmica i migració vertical de les poblacions planctòniques, xarxes tròfiques aquàtiques, dinàmica i funció dels ecosistemes aquàtics o paleolimnologia i canvi global. Entre les línies d'investigació aplicades trobem estudis de processos de contaminació aquàtica i eutrofització, ecotoxicologia o conservació i gestió d'ecosistemes aquàtics. La seva disposició a col·laborar amb altres investigadors d'arreu del món i l'interès naturalista per les espècies d'invertebrats aquàtics, ha dut a que algunes noves espècies per a la ciència hagen rebut el seu nom per part dels especialistes que així li reconeixen els seus esforços, com és el cas del rotífer Anuraeopsis miracleae Koste, 1991 i el copèpode Eucyclops miracleae Alekseev, 2010.
Va publicar gairebé dos centenars d'articles en revistes de prestigi internacional, i més de 20 capítols de llibres, va editar o coeditar 5 volums i ha estat autora o coautora de dos llibres científics. Durant la seva trajectòria va supervisar més de 20 estudiants de doctorat. El primer article científic el publicà l'any 1971 als Treballs de la Societat Catalana de Biologia, i estava relacionat amb les seves primeres investigacions del zooplàncton a l'Estany de Banyoles, resultats que també inclogué en el seu primer llibre que va publicar en solitari. Una altra part de la tesi la va publicar l'any 1974 a la revista Ecology i va ser citat en llibres de text d'Ecologia. L'èmfasi naturalístic de les seves investigacions es veu reflectit en la importància que dona a diferents aspectes de l'ecologia, biodiversitat i biogeografia dels organismes que estudia, fins i tot arribant recentment a dur a terme detallats estudis filogenètics i taxonòmics d'invertebrats planctònics.
La professora Miracle també es va interessar per la divulgació de la ciència, havent publicat articles i llibres sobre temes diversos d'ecologia, com ara el corresponent d'aquesta ciència a la col·lecció Temas Clave de l'editorial Salvat.

## Premis i Honors
L'Associació Ibèrica de Limnologia li reté un homenatge a la seva trajectòria, a una sessió especial del XVIII Congrés de l'Associació Ibèrica de Limnologia que se celebrà a Tortosa el 2016; poc després es publicà un article a la seva trajectòria l'any 2017.